# Piacenza Football Club 1963-1964
Questa voce raccoglie le informazioni riguardanti il Piacenza Football Club nelle competizioni ufficiali della stagione 1963-1964.

## Stagione
Nella stagione 1963-1964 il Piacenza disputa il girone B del campionato di Serie D, un torneo con 18 squadre che prevede una sola promozione e tre retrocessioni. Con 48 punti il Piacenza vince il torneo e ritorna in Serie C, scendono nelle categorie regionali il Sondrio ed il Vigevano appaiate a 25 punti, ed il Seregno con 22 punti.
Dopo aver mancato la promozione in Serie C agli spareggi, la dirigenza piacentina punta apertamente alla promozione nel campionato 1963-1964. Francesco Meregalli, già capitano del Piacenza tra il 1951 e il 1953, sostituisce Ivano Corghi nel ruolo di allenatore, e la squadra viene rinforzata con pochi innesti mirati soprattutto in attacco, con le ali Brasi e Callegari. Nonostante una partenza lenta, che porta Meregalli a un passo dall'esonero, il Piacenza si impone grazie alla regolarità dei risultati e alla tenuta difensiva, subendo in tutto il campionato 15 reti, a scapito del gioco offensivo. La certezza della promozione arriva all'ultima giornata, grazie al successo interno contro il Borgomanero.

## Organigramma societario
Area direttiva
- Presidente: Enzo Bertuzzi
- Vice-presidenti: Luigi Loschi e Bruno Scotti

Area tecnica
- Direttore sportivo: Guglielmo Zanasi
- Allenatore: Francesco Meregalli
- Allenatori delle giovanili: Mario Bertuzzi e Giuseppe Chiesa

## Rosa[2]
| N. |                   | Ruolo | Calciatore         |
| -- | ----------------- | ----- | ------------------ |
|    | Italia (bandiera) | C     | Roberto Andreini   |
|    | Italia (bandiera) | C     | Renato Belloni     |
|    | Italia (bandiera) | C     | Carlo Biggi        |
|    | Italia (bandiera) | A     | Vittorio Bissi     |
|    | Italia (bandiera) | A     | Pier Antonio Brasi |
|    | Italia (bandiera) | A     | Giovanni Callegari |
|    | Italia (bandiera) | C     | Fernando Calzolari |
|    | Italia (bandiera) | D     | Ernesto Cesena     |
|    | Italia (bandiera) | C     | Giancarlo Civardi  |
|    | Italia (bandiera) | D     | Ottavio Favari     |
|    | Italia (bandiera) | C     | Alberto Galandini  |

| N. |                   | Ruolo | Calciatore         |
| -- | ----------------- | ----- | ------------------ |
|    | Italia (bandiera) | D     | Federico Gasparini |
|    | Italia (bandiera) | P     | Marcello Maiori    |
|    | Italia (bandiera) | C     | Sergio Moroni      |
|    | Italia (bandiera) | A     | Luciano Mussolin   |
|    | Italia (bandiera) | C     | Carlo Nazzaro      |
|    | Italia (bandiera) | A     | Armando Onesti     |
|    | Italia (bandiera) | C     | Pietro Rossi       |
|    | Italia (bandiera) | C     | Giuseppe Ruderi    |
|    | Italia (bandiera) | D     | Riccardo Staffieri |
|    | Italia (bandiera) | P     | Pietro Tappani     |

## Calciomercato[2]

### Sessione estiva
| Acquisti | Acquisti           | Acquisti   | Acquisti               |
| R.       | Nome               | da         | Modalità               |
| -------- | ------------------ | ---------- | ---------------------- |
| P        | Marcello Maiori    | Inter      |                        |
| D        | Ottavio Favari     | Venezia    | fine prestito militare |
| C        | Roberto Andreini   | Vigevano   |                        |
| C        | Sergio Moroni      | Inter      |                        |
| A        | Vittorio Bissi     | Pavia      |                        |
| A        | Bruno Bernardi     | River      | fine prestito          |
| A        | Giovanni Callegari | Inter      | prestito               |
| A        | Luciano Mussolin   | Miranese   | prestito militare      |
| A        | Bruno Pontoglio    | Castellana | fine prestito          |

| Cessioni | Cessioni           | Cessioni | Cessioni      |
| R.       | Nome               | a        | Modalità      |
| -------- | ------------------ | -------- | ------------- |
| P        | Giuseppe Spalazzi  | Bologna  |               |
| A        | Virgilio Anghileri | Lecco    | fine prestito |
| A        | Bruno Bernardi     | Bettola  |               |
| A        | Antonio Giocoli    |          | svincolato    |
| A        | Bruno Pontoglio    | Bettola  |               |
| A        | Walter Scarpa      | Bettola  |               |

### Sessione autunnale
| Acquisti | Acquisti           | Acquisti | Acquisti     |
| R.       | Nome               | da       | Modalità     |
| -------- | ------------------ | -------- | ------------ |
| C        | Fernando Calzolari | Reggiana | comproprietà |
| C        | Pietro Rossi       | SPAL     |              |
| A        | Pier Antonio Brasi | Novara   |              |

| Cessioni | Cessioni      | Cessioni | Cessioni          |
| R.       | Nome          | a        | Modalità          |
| -------- | ------------- | -------- | ----------------- |
| C        | Sergio Moroni | Magnago  | prestito militare |

## Risultati

### Girone di andata
| Arbitro: | Sammicheli (Firenze) |

|                                            |           |  |
| Galandini 2’ Onesti 59’, 64’ Callegari 74’ | Marcatori |  |

| Arbitro: | Fabani (Sondrio) |

|                            |           |  |
| Carboni 49’ Vaccarossa 80’ | Marcatori |  |

| Piacenza 6 ottobre 1963 3ª giornata | Piacenza           | 0 – 0 | Pinerolo | Barriera Genova\| Arbitro: \| Clerico (Chiavari) \| |
| Arbitro:                            | Clerico (Chiavari) |       |          |                                                     |

| Arbitro: | Gualandris (Bergamo) |

|             |           |  |
| Bottero 53’ | Marcatori |  |

| Arbitro: | Gratton (Vicenza) |

|                    |           |  |
| Callegari 65’, 82’ | Marcatori |  |

| Arbitro: | Picasso (Chiavari) |

|              |           |  |
| Fratelli 75’ | Marcatori |  |

| Piacenza 3 novembre 1963 7ª giornata | Piacenza      | 0 – 0 | Falck & Arcore | Barriera Genova\| Arbitro: \| Bova (Genova) \| |
| Arbitro:                             | Bova (Genova) |       |                |                                                |

| Varedo 10 novembre 1963 8ª giornata | Lilion Snia Varedo   | 0 – 0 | Piacenza | Stadio Comunale\| Arbitro: \| Ghirardello (Merano) \| |
| Arbitro:                            | Ghirardello (Merano) |       |          |                                                       |

| Arbitro: | Lazzaroni (Milano) |

|  |           |                            |
|  | Marcatori | 2’ Staffieri 87’ Callegari |

| Arbitro: | Cattivello (Pozzuolo del Friuli) |

|                               |           |  |
| Brasi 1’ Galandini 49’ (rig.) | Marcatori |  |

| Arbitro: | Caligaris (Alessandria) |

|              |           |               |
| Cesarani 49’ | Marcatori | 16’ Callegari |

| Arbitro: | Ferro (Finale Ligure) |

|               |           |  |
| Calzolari 62’ | Marcatori |  |

| Arbitro: | Toselli (Cormons) |

|                    |           |                         |
| Burlone 76’ (rig.) | Marcatori | 71’ Callegari 74’ Brasi |

| Piacenza 22 dicembre 1963 14ª giornata | Piacenza        | 0 – 0 | Beretta | Barriera Genova\| Arbitro: \| Momoli (Padova) \| |
| Arbitro:                               | Momoli (Padova) |       |         |                                                  |

| Arbitro: | Gandiolo (Alessandria) |

|             |           |               |
| Bellini 62’ | Marcatori | 80’ Callegari |

| Arbitro: | Fusaro (Padova) |

|               |           |  |
| Galandini 17’ | Marcatori |  |

| Arbitro: | Litteri (Trieste) |

|                       |           |  |
| Foglia 58’ Macchi 89’ | Marcatori |  |

### Girone di ritorno
| Gallarate 19 gennaio 1964 18ª giornata | Gallaratese          | 0 – 0 | Piacenza | Stadio Alessandro Maino\| Arbitro: \| Barbaresco (Cormons) \| |
| Arbitro:                               | Barbaresco (Cormons) |       |          |                                                               |

| Arbitro: | Toselli (Cormons) |

|                      |           |                |
| Onesti 66’, 72’, 89’ | Marcatori | 16’ Vaccarossa |

| Arbitro: | Pianca (Milano) |

|             |           |  |
| Geremia 23’ | Marcatori |  |

| Arbitro: | Moretto (San Donà di Piave) |

|                          |           |  |
| Onesti 70’ Callegari 81’ | Marcatori |  |

| Arbitro: | Sanguineti (Chiavari) |

|  |           |           |
|  | Marcatori | 82’ Bissi |

| Arbitro: | Volani (Monfalcone) |

|                           |           |  |
| Galandini 4’ Calzolari 7’ | Marcatori |  |

| Arbitro: | Gastaldi (Pavia) |

|  |           |            |
|  | Marcatori | 85’ Onesti |

| Arbitro: | Piantoni (Terni) |

|                            |           |             |
| Andreini 32’ Callegari 44’ | Marcatori | 11’ Passoni |

| Arbitro: | Tabanelli (Ravenna) |

|                              |           |  |
| Onesti 3’, 32’ Galandini 17’ | Marcatori |  |

| Arbitro: | Helzel (Pisa) |

|                |           |  |
| Costantini 45’ | Marcatori |  |

| Arbitro: | Facchini (Milano) |

|            |           |  |
| Onesti 66’ | Marcatori |  |

| Arbitro: | Gratton (Vicenza) |

|  |           |               |
|  | Marcatori | 31’ Callegari |

| Arbitro: | Palumbo (Roma) |

|             |           |  |
| Belloni 30’ | Marcatori |  |

| Arbitro: | Camozzi (Ascoli Piceno) |

|              |           |            |
| Franzini 89’ | Marcatori | 31’ Onesti |

| Arbitro: | Porcelli (Lodi) |

|           |           |  |
| Brasi 24’ | Marcatori |  |

| Arbitro: | Prandstraller (Mestre) |

|  |           |                         |
|  | Marcatori | 8’ Onesti 13’ Callegari |

| Arbitro: | Trucillo (Venezia) |

|                       |           |                 |
| Andreini 9’ Brasi 44’ | Marcatori | 71’ De Giuliani |

## Statistiche

### Statistiche di squadra[9]
| Competizione | Punti | Totale | Totale | Totale | Totale | Totale | Totale | DR  |
| Competizione | Punti | G      | V      | N      | P      | Gf     | Gs     | DR  |
| ------------ | ----- | ------ | ------ | ------ | ------ | ------ | ------ | --- |
| Serie D      | 48    | 34     | 20     | 8      | 6      | 39     | 15     | +24 |

### Statistiche dei giocatori[2]
| Giocatore    | Serie D  | Serie D | Serie D     | Serie D    |
| Giocatore    | Presenze | Reti    | Ammonizioni | Espulsioni |
| ------------ | -------- | ------- | ----------- | ---------- |
| R. Andreini  | 23       | 2       | ?           | ?          |
| R. Belloni   | 33       | 1       | ?           | ?          |
| C. Biggi     | 4        | 0       | ?           | ?          |
| V. Bissi     | 8        | 1       | ?           | ?          |
| P. Brasi     | 21       | 4       | ?           | ?          |
| G. Callegari | 29       | 11      | ?           | ?          |
| F. Calzolari | 23       | 2       | ?           | ?          |
| E. Cesena    | 32       | 0       | ?           | ?          |
| G. Civardi   | 5        | 0       | ?           | ?          |
| O. Favari    | 34       | 0       | ?           | ?          |
| A. Galandini | 32       | 5       | ?           | ?          |
| F. Gasparini | 30       | 0       | ?           | ?          |
| S. Moroni    | 7        | 0       | ?           | ?          |
| L. Mussolin  | 1        | 0       | ?           | ?          |
| C. Nazzaro   | 1        | 0       | ?           | ?          |
| A. Onesti    | 24       | 12      | ?           | ?          |
| P. Rossi     | 4        | 0       | ?           | ?          |
| G. Ruderi    | 2        | 0       | ?           | ?          |
| R. Staffieri | 27       | 1       | ?           | ?          |
| P. Tappani   | 34       | -15     | ?           | ?          |